# 패딩턴: 페루에 가다!
"패딩턴: 페루에 가다!"(영어: Paddington in Peru)는 2024년 개봉한 모험 코미디 영화이다. 영화 《패딩턴》 시리즈의 세 번째 작품이다.